# Пуми (куче)
Пуми (на унгарски: Pumi) е порода кучета, произхождаща от Унгария. Тя влиза в групата на териерите и овчарския вид. Имат дълга козина, най-често сива. Породата се появява през 17-18 век, когато овчарски кучета от тип териер се пренасят от Франция и Германия. Те били кръстосани с кучета от типа на пулито и така се получили овчарски териери, сред които било и пумито. До 1970-те куче от породата не било излизало от Унгария. Били признати от МФК през 1966. През 1973 се появява първото пуми във Финландия, а през 1985 – в Швеция. През 1990-те те започнали да се разпространяват по света.
Пумито обича стопаните си, но е резервирано към други хора, затова трябва да се социализира рано. Пумито е жива, активна и много интелигентна порода. Кучетата от нея са лесни за трениране и дресиране.